# Schopperten
Schopperten ist eine französische Gemeinde mit 425 Einwohnern (Stand 1. Januar 2021) im Département Bas-Rhin in der Region Grand Est (bis 2015 Elsass).

## Geografie
Die Gemeinde Schopperten im Krummen Elsass liegt an der Saar, zwei Kilometer von Sarre-Union entfernt.

## Wappen
Wappenbeschreibung: In Silber mit fünf blauen Wellenbalken liegt ein schwarzer Wappenschild mit einem goldgeschnäbelten goldgeständerten rotgezungten silbernen Doppeladler auf. 

## Infrastruktur
Schopperten hat einen Haltepunkt an der Bahnlinie Sarreguemines–Sarre-Union, der von der SNCF betrieben wird. Er wird mit Zügen des Transport express régional bedient, die teils durch Autobusse ersetzt werden.

## Bevölkerungsentwicklung
| Jahr      | 1962 | 1968 | 1975 | 1982 | 1990 | 1999 | 2007 | 2012 | 2014 |
| Einwohner | 202  | 228  | 233  | 225  | 227  | 292  | 391  | 414  | 430  |